# Forcipomyia sibmurina
Forcipomyia sibmurina är en tvåvingeart som beskrevs av Remm 1980. Forcipomyia sibmurina ingår i släktet Forcipomyia och familjen svidknott. Inga underarter finns listade i Catalogue of Life.